# Georg Wilhelm Degode
Georg Wilhelm Degode (Oldenburg, 6 febbraio 1862 – Düsseldorf-Kaiserswerth, 26 novembre 1931) è stato un pittore e fotografo tedesco.

## Biografia
Studiò alla Kunstakademie Düsseldorf, ebbe fra gli altri maestri, Eugen Dücker. Fece parte della scuola di pittura di Düsseldorf di Friedrich Wilhelm Schadow, partecipò a numerose mostre pittoriche.
Viaggiò e strinse amicizia con Hans Volkmann, Adolf Lins, Hugo Mühlig, Carl Bantzer e Otto Heinrich. Nel 1886 sposò Sophie Stüve. Al suo tempo la stampa tedesca si interessò di lui con vari articoli apparsi in varie pubblicazioni, venendo citato nell'enciclopedia della Scuola di Pittura di Düsseldorf (volume I), 1997.